# West Salem (Illinois)
West Salem è un villaggio degli Stati Uniti d'America, situato nello Stato dell'Illinois, nella contea di Edwards.